# Hautot-sur-Seine
Hautot-sur-Seine és un municipi francès situat al departament del Sena Marítim i a la regió de Normandia. L'any 2007 tenia 352 habitants.

## Demografia

### Població
El 2007 la població de fet de Hautot-sur-Seine era de 352 persones. Hi havia 145 famílies de les quals 34 eren unipersonals (19 homes vivint sols i 15 dones vivint soles), 50 parelles sense fills, 46 parelles amb fills i 15 famílies monoparentals amb fills.
La població ha evolucionat segons el següent gràfic:
Habitants censats

### Habitatges
El 2007 hi havia 159 habitatges, 146 eren l'habitatge principal de la família, 10 eren segones residències i 4 estaven desocupats. 147 eren cases i 13 eren apartaments. Dels 146 habitatges principals, 115 estaven ocupats pels seus propietaris, 29 estaven llogats i ocupats pels llogaters i 2 estaven cedits a títol gratuït; 4 tenien dues cambres, 15 en tenien tres, 41 en tenien quatre i 86 en tenien cinc o més. 128 habitatges disposaven pel capbaix d'una plaça de pàrquing. A 70 habitatges hi havia un automòbil i a 73 n'hi havia dos o més.

### Piràmide de població
La piràmide de població per edats i sexe el 2009 era:
| Homes | Edats   | Dones |
| ----- | ------- | ----- |
| 0     | 95 o +  | 0     |
| 0     | 90 a 94 | 0     |
| 0     | 85 a 89 | 0     |
| 0     | 80 a 84 | 0     |
| 4     | 75 a 79 | 0     |
| 0     | 70 a 74 | 4     |
| 0     | 65 a 69 | 8     |
| 8     | 60 a 64 | 12    |
| 12    | 55 a 59 | 4     |
| 24    | 50 a 54 | 20    |
| 8     | 45 a 49 | 8     |
| 16    | 40 a 44 | 24    |
| 20    | 35 a 39 | 24    |
| 12    | 30 a 34 | 0     |
| 4     | 25 a 29 | 12    |
| 12    | 20 a 24 | 0     |
| 12    | 15 a 19 | 8     |
| 20    | 10 a 14 | 8     |
| 16    | 5 a 9   | 12    |
| 8     | 0 a 4   | 12    |

## Economia
El 2007 la població en edat de treballar era de 247 persones, 179 eren actives i 68 eren inactives. De les 179 persones actives 162 estaven ocupades (87 homes i 75 dones) i 17 estaven aturades (4 homes i 13 dones). De les 68 persones inactives 33 estaven jubilades, 19 estaven estudiant i 16 estaven classificades com a «altres inactius».

### Ingressos
El 2009 a Hautot-sur-Seine hi havia 148 unitats fiscals que integraven 362 persones, la mediana anual d'ingressos fiscals per persona era de 19.871 €.

### Activitats econòmiques
Dels 10 establiments que hi havia el 2007, 1 era d'una empresa de fabricació d'altres productes industrials, 2 d'empreses de construcció, 1 d'una empresa de comerç i reparació d'automòbils, 1 d'una empresa immobiliària, 3 d'empreses de serveis i 2 d'empreses classificades com a «altres activitats de serveis».
Dels 4 establiments de servei als particulars que hi havia el 2009, 1 era un paleta, 1 guixaire pintor, 1 perruqueria i 1 agència immobiliària.

## Equipaments sanitaris i escolars
El 2009 hi havia una escola elemental.

## Poblacions més properes
El següent diagrama mostra les poblacions més properes.